# NBA 1997./98.
NBA 1997./98. je bila 52. po redu sezona sjevernoameričke profesionalne košarkaške lige.
U finalnoj seriji doigravanja prvaci Istočne konferencije Chicago Bullsi su omjerom 4:2 pobijedili prvake Zapadne konferencije Utah Jazz i tako treću godinu zaredom osvojili naslov, ukupno svoj šesti u povijesti.

## Poredak po divizijama na kraju regularnog dijela sezone
| Atlantic (Istok)    | Atlantic (Istok) | Atlantic (Istok) | Central (Istok)         | Central (Istok) | Central (Istok) | Midwest (Zapad)            | Midwest (Zapad) | Midwest (Zapad) | Pacific (Zapad)            | Pacific (Zapad) | Pacific (Zapad) |
| ------------------- | ---------------- | ---------------- | ----------------------- | --------------- | --------------- | -------------------------- | --------------- | --------------- | -------------------------- | --------------- | --------------- |
| Momčad              | Pob              | Por              | Momčad                  | Pob             | Por             | Momčad                     | Pob             | Por             | Momčad                     | Pob             | Por             |
| Miami Heat (d)      | 55               | 27               | Chicago Bulls (d)       | 62              | 20              | Utah Jazz (d)              | 62              | 20              | Seattle SuperSonics (d)    | 61              | 21              |
| New York Knicks (d) | 43               | 39               | Indiana Pacers (d)      | 58              | 24              | San Antonio Spurs (d)      | 56              | 26              | Los Angeles Lakers (d)     | 61              | 21              |
| New Jersey Nets (d) | 43               | 39               | Charlotte Hornets (d)   | 51              | 31              | Minnesota Timberwolves (d) | 45              | 37              | Phoenix Suns (d)           | 56              | 26              |
| Washington Wizards  | 42               | 40               | Atlanta Hawks (d)       | 50              | 32              | Houston Rockets (d)        | 41              | 41              | Portland Trail Blazers (d) | 46              | 36              |
| Orlando Magic       | 41               | 41               | Cleveland Cavaliers (d) | 47              | 35              | Dallas Mavericks           | 20              | 62              | Sacramento Kings           | 27              | 55              |
| Boston Celtics      | 36               | 46               | Detroit Pistons         | 37              | 45              | Vancouver Grizzlies        | 19              | 63              | Golden State Warriors      | 19              | 63              |
| Philadelphia 76ers  | 31               | 51               | Milwaukee Bucks         | 36              | 46              | Denver Nuggets             | 11              | 71              | Los Angeles Clippers       | 17              | 65              |
| *                   | *                | *                | Toronto Raptors         | 16              | 66              | *                          | *               | *               | *                          | *               | *               |

Napomena: (d) - ušli u doigravanje, Pob - pobjede, Por - porazi

## Doigravanje
| Istočna konferencija         | Omjer      |            |
| Prva runda                   | Prva runda | Prva runda |
| ---------------------------- | ---------- | ---------- |
| Chicago (1) - New Jersey (8) | 3:0        |            |
| Charlotte (4) - Atlanta (5)  | 3:1        |            |
| Indiana (3) - Cleveland (6)  | 3:1        |            |
| Miami (2) - New York (7)     | 2:3        |            |
| Konferencijska polufinala    |            |            |
| Chicago (1) - Charlotte (4)  | 4:1        |            |
| Indiana (3) - New York (7)   | 4:1        |            |
| Konferencijsko finale        |            |            |
| Chicago (1) - Indiana (3)    | 4:3        |            |

| Zapadna konferencija          | Omjer      |            |
| Prva runda                    | Prva runda | Prva runda |
| ----------------------------- | ---------- | ---------- |
| Utah (1) - Houston (8)        | 3:2        |            |
| Phoenix (4) - San Antonio (5) | 1:3        |            |
| LA Lakers (3) - Portland (6)  | 3:1        |            |
| Seattle (2) - Minnesota (7)   | 3:2        |            |
| Konferencijska polufinala     |            |            |
| Utah (1) - San Antonio (5)    | 4:1        |            |
| Seattle (2) - LA Lakers (3)   | 1:4        |            |
| Konferencijsko finale         |            |            |
| Utah (1) - LA Lakers (3)      | 4:0        |            |

Napomena: u zagradi je plasman unutar konferencije

## Finalna serija
| Utakmica               | Omjer |
| ---------------------- | ----- |
| Chicago (I) - Utah (Z) | 4:2   |

Napomena: (I) - pobjednik Istočne konferencije, (Z) - pobjednik Zapadne konferencije

## Nagrade za sezonu 1997./98.
| Nagrada            | Osvajač        | Momčad            |
| ------------------ | -------------- | ----------------- |
| Najkorisniji igrač | Michael Jordan | Chicago Bulls     |
| Novajlija godine   | Tim Duncan     | San Antonio Spurs |
| Trener godine      | Larry Bird     | Indiana Pacers    |